# Werelderfgoed Podium
Het Werelderfgoed Podium is een informatiecentrum in Amsterdam gewijd aan het Werelderfgoed in het Koninkrijk der Nederlanden.
Het Werelderfgoed Podium is gevestigd in het gebouw De Bazel aan de Vijzelstraat, waar het Amsterdamse Stadsarchief de hoofdbewoner is. De inbouw is, na een prijsvraag, ontworpen door de architecten Laura Alvarez en Jarrik Ouburg.
Het centrum is op 4 september 2013 geopend door minister Jet Bussemaker.
Er staat onder meer een grote maquette van de Rotterdamse Van Nellefabriek.
Er wordt aandacht besteed aan de tien complexen in het Koninkrijk die op de Werelderfgoedlijst van de Unesco staan:
- in Nederland: Schokland met omgeving, de Stelling van Amsterdam, de molens van Kinderdijk, het Ir. D.F. Woudagemaal bij Lemmer, de droogmakerij de Beemster, het Rietveld Schröderhuis in Utrecht, de Waddenzee, de Grachtengordel van Amsterdam, de Van Nellefabriek in Rotterdam, de Nieuwe Hollandse Waterlinie, Koloniën van Weldadigheid in Drenthe en één België en de Neder-Germaanse limes
- op Curaçao: de historische binnenstad en haven van Willemstad